# Taraxacum parvilobum
Taraxacum parvilobum là một loài thực vật có hoa trong họ Cúc. Loài này được Dahlst. miêu tả khoa học đầu tiên năm 1933.